# Ваккаро, Бренда
Бренда Ваккаро (англ. Brenda Vaccaro, род. 18 ноября 1939) — американская актриса.

## Биография
Бренда Буэлл Ваккаро родилась в Бруклине 18 ноября 1939 года в семье итальянцев Кристины Павии и Марио Ваккаро, которые были владельцами ресторанов итальянской кухни. Её детство прошло в Далласе, где её родители открыли свой первый ресторан. В 1958 году Бренда окончила среднюю школу и вернулась в Нью-Йорк, чтобы получить актёрское образование. В 1961 году состоялся её бродвейский дебют в постановке «Все любят опал», за роль в которой она была удостоена «Мировой театральной награды».
У неё также были роли в бродвейских пьесах «Цветок кактуса», «До свидания, люди», «Нечётная пара», «Женщины Джейка» и некоторых других. За свою актёрскую карьеру Бренда трижды номинировалась на премию «Тони».
В 1969 году Ваккарро стала номинанткой на премию «Золотой глобус» за роль в фильме «Полуночный ковбой», где она снималась вместе с Дастином Хоффманом и Джоном Войтом. За свою роль в экранизации произведения Жаклин Сьюзан «Одного раза мало» в 1975 году Бренда была номинирована на «Оскар» и удостоилась Золотого глобуса за Лучшую женскую роль второго плана. Она также снялась в таких фильмах как «Аэропорт 77» (1977), «Козерог-1» (1978), «Супердевушка» (1984), «Вода» (1985), «Любовная история» (1994), «У зеркала два лица» (1996) и некоторых других.
Помимо театра и кино Бренда много снимается и на телевидении. У неё были роли во многих телесериалах, среди которых «Защитники», «Улицы Сан-Франциско», «Лодка любви», «Она написала убийство», «Золотые девочки», «Друзья», «Элли Макбил» и «Части тела». В 1973 году Бренда стала обладательницей премии «Эмми» за свою роль в комедийном варьете «Форма вещей».
Ваккаро трижды выходила замуж, а с 1986 года её супругом является Гай Хектор.

## Избранная фильмография
- Полуночный ковбой (1969) — Ширли
- Одного раза мало (1975) — Линда Риггс
- Аэропорт ’77 (1977) — Иа Клейтон
- Козерог один (1978) — Кей Брубейкер
- Первый смертный грех (1980) — Моника Гилберт
- Зорро, голубой клинок (1981) — Флоринда
- Супердевушка (1984) — Бьянка
- Бумажные куклы — (1984) — Джулия Блейк
- Вода (1985) — Долорес Твейтс
- Сердце полуночи (1988) — Бетти Риверз
- Маска красной смерти (1990) — Элейн Харт
- Любовная история (1994) — Нора Стиллман
- У зеркала два лица (1996) — Дорис
- Жиголо (2002) — Мег
- И просто так (2021) — Глория Маркетт
- Бабули (2025) — Антонелла

## Награды
- Эмми 1973 — «Лучшая актриса второго плана в комедии или варьете» («Форма вещей»)
- Золотой глобус 1976 — «Лучшая актриса второго плана» («Одного раза мало»)